# Erik Broms
John Erik Broms, född 16 september 1886 i Drothems församling, Östergötlands län, död 15 juni 1960 i Gustav Vasa församling, Stockholm
, var en svensk försäkringsman.
Broms tog en juris kandidatexamen 1909, blev filosofie kandidat 1913 och juris doktor i Stockholm 1930 med avhandlingen Studier rörande det svenska landstinget. Han blev amanuens 1914 och 1920 sekreterare i Pensionsstyrelsen, ombudsman 1931, biträdande direktör 1934 samt VD och ledamot av styrelsen för Svenska Lifförsäkringsanstalten Trygg 1941.